# Міяґава Іссьо
Міяґава Іссьо (яп. 宮川 一笑; 1689 ― 20 січня 1780) — японський художник періоду Едо. Представник школи Міяґава.

## Життєпис
Народився в Едо, районі Тамата в 1689 році. Справжнє ім'я Кіхейдзі. З дитинства захопився малюванням. Став одним з улюблених учнів Міяґава Тьосюна. Змінив прізвище на Міяґава і взяв псевдонім Іссьо. Про діяльність Іссьо замало відомостей. У 1752 був вигнаний на острів Ніїдзіма після вбивства придворного художника сьогунату Кано Сюнга внаслідок конфлікту учнів школи Міягава зі школою Кано щодо оплати реставраційних робіт у святилищі Тосьо.
На засланні використовував псевдонім Фудзівара Андо. Помер у засланні 1780 року.

## Творчість
Доробок становить близько 60 робіт, більшість яких припадає на Едоський період творчості Іссьо. Художник працював переважно в жанрі сюнґа (зображення еротичних сцен) і частково — бідзінга (зображення красунь). У своїх роботах зображував не лише чоловіків і жінок, а також окремо чоловіків (часто під час сюдо — стосунків між самураями гомосексуального характеру). Змальовував акторів театру кабукі, гейш, борців сумо, самураїв. Особливістю є жвава міміка, усміхнені обличчя. Лінія змальовував енергійно, широкими і великими мазками. Також картини Іссьо є важливим джерелом з історія одягу та засічок тогочасного періоду.